# Gueorgui Gongadzé
Gueorgui Rouslanovitch Gongadzé (en ukrainien : Георгій Русланович Ґонґадзе ; en géorgien : გიორგი ღონღაძე), né le 21 mai 1969 à Tbilissi (RSS de Géorgie) et mort le 17 septembre 2000 dans le raïon de Tarashcha (Ukraine), est un journaliste ukrainien d'origine géorgienne, dont l'enlèvement et l'assassinat en septembre 2000 donne lieu à une affaire politico-judiciaire connue sous le nom de scandale des cassettes.
L'affaire Gongadzé conduit à la défiance d'une partie des Ukrainiens envers le pouvoir en place, au mouvement de protestation L'Ukraine sans Koutchma puis à la révolution orange de 2004.

## Carrière
Gueorgui Gongadzé naît à Tbilissi en RSS de Géorgie. Il est le fils d'un homme politique géorgien et d'une infirmière ukrainienne. Il étudie à l'université Ivan Franko à Lviv, et devient un journaliste talentueux, d'abord en Géorgie, où il couvre le conflit en Abkhazie; puis en Ukraine.
Il se pose comme un critique virulent du président Leonid Koutchma, notamment lors de l'élection présidentielle ukrainienne de 1999.
En avril 2000, il fonde avec Olena Prytula le site d'actualités en ligne Ukrayinska Pravda (La Vérité ukrainienne, en ukrainien : Українська правда), qui a pour objectif de contourner la mainmise croissante du gouvernement sur les médias traditionnels.
En juin, il écrit une lettre ouverte au procureur-général pour se plaindre du harcèlement du service de sécurité d'Ukraine, qui le force à se cacher. Il affirme être suivi, lui et sa famille, et des pressions seraient exercées sur son équipe.

### Documentariste
Shadows of War (Ukrainian: Тіні війни, 1993 traitant de la Guerre d'Abkhazie.

## Disparition et enquête
Gueorgui Gongadzé disparaît le 16 septembre 2000. Deux mois plus tard, le 3 novembre 2000, un corps est retrouvé dans une forêt à 70 kilomètres de Kiev. Le corps a été décapité et trempé dans de l'acide. Il est identifié par les proches de Gongadzé comme étant celui du journaliste disparu.
En novembre, des enregistrements audio impliquant le président Koutchma, ainsi que l'adjoint du président Volodymyr Lytvyn et le ministre de l'Intérieur Youriy Kravtchenko sont publiés, dans ce qui sera appelé le « Scandale des cassettes ». Leur authenticité est niée par le président. Le scandale des cassettes donne lui-même lieu à une série de manifestations antigouvernementales : L'Ukraine sans Koutchma.
Des manifestations ont lieu pour protester contre les circonstances de la mort du journaliste et contre la présidence de Koutchma.
L'affaire prend une tournure internationale en 2001, lorsque l'Union européenne déplore la manière dont est menée l'enquête officielle. L'OSCE déclare quant à elle que l'enquête a jusqu'alors été conduite de manière « très peu professionnelle ».

## Arrestations et procès
Le 1er mars 2005, le président Viktor Iouchtchenko annonce que les coupables ont été arrêtés. Le 4, l'ancien ministre de l'Intérieur Iouri Kravtchenko, soupçonné d'être également impliqué dans l'affaire, est retrouvé mort dans sa datcha de la banlieue de Kiev. La police conclut à un suicide.
En mars 2008, trois anciens policiers, Valeri Kostenko, Olexandr Popovitch et Mykola Protassov sont condamnés pour le meurtre de Gueorgui Gongadzé à des peines allant de 12 à 13 ans de prison, sans pour autant que le commanditaire du meurtre soit identifié,. Un quatrième homme soupçonné d'être le chef du groupe, le général Olexi Poukatch, chef du département des recherches criminelles au ministère de l'Intérieur, est alors toujours recherché.
Le 22 juillet 2009, Poukatch est arrêté dans l'oblast de Jytomyr. Le 28 juillet, des fragments du crâne de Gongadzé sont retrouvés sur ses indications. La mère de Gueorgui Gongadzé conteste cependant que ces fragments appartiennent à son fils.
Le 23 mars 2011, Leonid Koutchma fait l'objet d'une enquête criminelle pour le meurtre de Gongadzé, dont il est soupçonné d'être le commanditaire. Koutchma a toujours nié son implication dans cette affaire.
Le 7 juillet 2011, le procès de Poukatch s'ouvre à huis clos.
Le 31 août, l'accusé affirme que l'ancien président Koutchma est un des commanditaires du meurtre. Il met également en cause le président du Parlement ukrainien Volodymyr Lytvyn et l'ancien ministre de l'Intérieur Kravtchenko.

## Commémorations

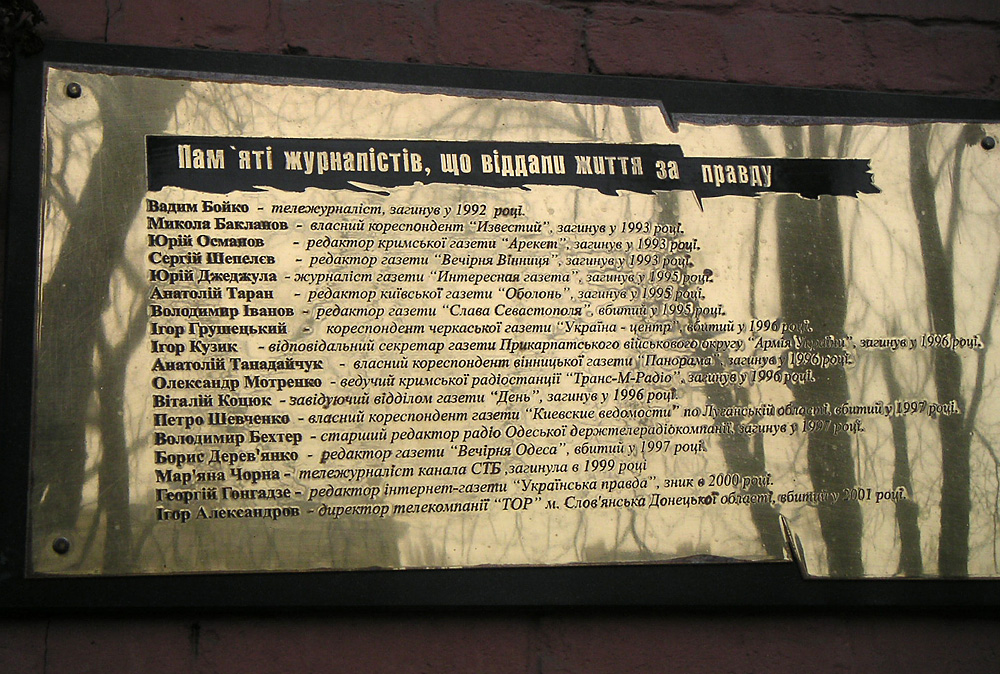
Plaque à Kyiv aux dix-huit journalistes morts.

Le 23 août 2005, par décret présidentiel de Viktor Iouchtchenko, Gongadzé reçoit à titre posthume la décoration de Héros d'Ukraine, plus haut titre honorifique du pays.
En août 2008, un monument dédié à Gueorgui Gongadzé et à tous les journalistes morts en exerçant leur métier est inauguré à Kiev. Aucun proche de Gongadzé n'assistera cependant à l'inauguration, et ils protesteront contre le fait qu'un monument soit érigé, alors que l'affaire n'est pas encore résolue et les responsables condamnés.
Le 16 septembre 2010, des rassemblements ont lieu à Kiev et à Lviv pour commémorer le dixième anniversaire de la disparition du journaliste.